# Juan Antonio Portela Muñoz
Juan Antonio Portela Muñoz (Jerez de la Frontera), España, 22 de octubre de 1984), futbolista español. Juega de defensa y su actual equipo es el CD Puertollano. Proviene de las categorías inferiores del Xerez CD.

## Trayectoria
Portela llega al filial xerecista en 2004 donde logra hacerse con la titularidad en el lateral y poco después con el brazalete de capitán. Además fue uno de los pilares del ascenso del Xerez Club Deportivo B a Tercera División.
Poco a poco ha ido entrando en convocatorias y jugando minutos con el primer equipo, hasta que en la temporada 07-08 logra que le hagan la ficha con el primer equipo.

## Clubes
| Club                       | Temporada | Categoría          | Partidos | Goles |
| -------------------------- | --------- | ------------------ | -------- | ----- |
| Xerez CD 'B'               | 2004-2005 | Primera Andaluza   | -        | -     |
| Xerez CD 'B'               | 2005-2006 | Tercera División   | -        | -     |
| Xerez CD 'B'               | 2006-2007 | Tercera División   | 5        | 0     |
| Xerez CD                   | 2006-2007 | Segunda División   | 3        | 0     |
| Xerez CD                   | 2007-2008 | Segunda División   | 14       | 0     |
| Xerez CD                   | 2008-2009 | Segunda División   | 2        | 0     |
| Asociación Deportiva Ceuta | 2009-2010 | Segunda División B | 34       | 2     |
| Écija Balompié             | 2010-2011 | Segunda División B | 36       | 0     |